# Охочевка (Воронежская область)
Охочевка — село Верхнехавского района Воронежской области.
Входит в состав Верхнелуговатского сельского поселения.

## Население
| 2000 | 2005 | 2010 |
| ---- | ---- | ---- |
| 24   | →24  | ↘1   |

## Улицы
В селе имеется одна улица: Зелёная.